# República Checa en los Juegos Olímpicos de París 2024
La República Checa estuvo representada en los Juegos Olímpicos de París 2024 por un total de 113 deportistas que compitieron en 23 deportes. Responsable del equipo olímpico es el Comité Olímpico Checo, así como las federaciones deportivas nacionales de cada deporte con participación.
Los portadores de la bandera en la ceremonia de apertura fueron el judoka Lukáš Krpálek y la arquera Marie Horáčková.

## Medallistas
El equipo olímpico de la ppp obtuvo las siguientes medallas:
| Nombre                                          | Deporte    | Competición          |
| ----------------------------------------------- | ---------- | -------------------- |
| Oro                                             |            |                      |
| Josef Dostál                                    | Piragüismo | K1 1000 m M          |
| Martin Fuksa                                    | Piragüismo | C1 1000 m M          |
| Tomáš Macháč Kateřina Siniaková                 | Tenis      | Dobles mixto         |
| Plata                                           |            |                      |
| —                                               |            |                      |
| Bronce                                          |            |                      |
| Nikola Ogrodníková                              | Atletismo  | Jabalina F           |
| Jiří Beran Jakub Jurka Martin Rubeš Michal Čupr | Esgrima    | Espada por equipos M |